# Víctor Gómez Pin
Víctor Gómez Pin (Barcelona, 1944) es un ensayista y profesor de filosofía español.

## Biografía
Estudió Filosofía en la Universidad Sorbona, donde obtuvo el grado de docteur d’État con una tesis sobre el orden aristotélico. Actualmente, es catedrático emérito de la Universidad Autónoma de Barcelona, tras haber impartido durante años las asignaturas de Filosofía y Matemáticas, Epistemología y Filosofía fundamental.   
En los años ochenta, Víctor Gómez Pin se vinculó al proyecto de creación de una facultad interdisciplinar en la Universidad del País Vasco y fue el primer director del departamento de Filosofía. En el marco de esta institución, movió a la incorporación de profesores e investigadores de diversas procedencias y de muy diferentes intereses teóricos, como el eminente historiador de Aristóteles Pierre Aubenque, el filósofo y medalla Fields de Matemáticas René Thom o Jacques Derrida, quien realizó durante todo un curso su primer seminario sobre “La Filosofía como institución” (motivado por el hecho de que en un contexto social y político difícil se proyectara la creación de un departamento de filosofía). En la fidelidad a lo que fue este proyecto teorético, Víctor Gómez Pin fundó más tarde el International Ontology Congress (Congreso Internacional de Ontología), del cual es coordinador y cuyas ediciones, con periodicidad bienal, desde hace un cuarto de siglo, se han realizado en San Sebastián y en Barcelona bajo el patrocinio de la Unesco.
Ha sido profesor visitante y conferencista en diferentes universidades extranjeras y españolas como la Venice International University, la Universidad Federal de Río de Janeiro, la ENS de París, el Queens College de la Universidad de la Ciudad de Nueva York y la Universidad de Santiago de Chile. Asimismo ha sido miembro de comités internacionales de programación de estudios de Doctorado y Tercer ciclo, y de becas internacionales. En 2012 y 2013 fue miembro del Selection Commitee of Fernand Braudel -IFER Fellowships (dependiente entre otras instituciones de The European Marie Skłodowska-Curie Actions y el  Ministerio de Enseñanza Superior e Investigación). Entre  2012 y 2014 fue investigador residente de la Fondation Maison des sciences de l'homme, subvencionado por diferentes instituciones para investigar en diferentes centros parisinos (ENS, Universidad de París Diderot) sobre el tema: “Ontologie et science naturelle dès la pensée grecque à la science contemporaine”.
Recibió en 2009 el Premio dell’Istituto Veneto per Venezia. Ha obtenido también los premios Anagrama y Espasa de Ensayo. En abril de 2013 fue nombrado miembro de Jakiunde (Academia Vasca de Ciencias, Letras y Artes) y en junio de 2015 fue nombrado doctor honoris causa por la Universidad del País Vasco.

## Selección de obra
- La España que tanto quisimos. Arpa Editores, 2022. ISBN 9788417623814.
- “Sobre la singularidad del ser humano” en Claves de Razón Práctica. ¿Pueden pensar las máquinas? El desafío de la inteligencia artificial. N.º 280, enero-febrero 2022. ISSN 1130-3689.
- El honor de los filósofos. Acantilado, Barcelona, 2020. ISBN 978-84-17902-29-2.
- Pitágoras. La infancia de la filosofía. Shackleton books, 2019. ISBN 978-8417822026. Reedición corregida de Pitágoras y el pensamiento presocrático. Bonalletra, Barcelona, 2015.

- Traducción al italiano: Pitágora. Hachette Fascicoli, 2015. ISSN 2421-065X.
- Traducción al portugués: Pitágoras. EMSE EDAPP, 2015. ISBN 978-989-8721-87-7.

- “La unicidad del mundo y la cuestión el solipsismo” en José Díez (comp.). Exploraciones pluralistas. Las filosofías de C. Ulises Moulines. UAM/Tecnos/UNAM, Madrid, 2019. ISBN 978-84-309-7793-2.
- Tras la física. Arranque jónico y renacer cuántico de la filosofía. Abada Editores, Madrid, 2019. ISBN 978-84-17301-15-6.
- “Inseparable Twins” en Philosophers Look at Quantum Mechanics. Synthese Library 406-Springer, 2019.
- La tentación pitagórica: ambición filosófica y anclaje matemático. Síntesis, Madrid, 1998. ISBN 84-7738-570-X.
- “Reducen la filosofía a matemática: las razones ontológicas del anti-pitagorismo aristotélico” en Ángel Álvarez Gómez (coord.). En torno a Aristóteles: homenaje al profesor Pierre Aubenque. Universidade de Santiago de Compostela, España, 1998, págs. 185-202. ISBN 84-8121-728-X.
- Descartes, la exigencia filosófica. Akal, 1996. ISBN 84-460-0631-6.
- “Inserción en un modelo y legitimación ontológica: las magnitudes hiperreales del Non Standard Analysis” en Carlos Martin Vide (ed.). Lenguajes formales y lenguajes naturales. URV, Tarragona, 1995, págs. 15-33. ISBN 84-477-0501-3.
- El drama de la ciudad ideal. Taurus Ediciones, 1995. ISBN 84-306-0072-8.
- “Subversiones en las reglas del juego matemático” en Ludus vitalis: revista de filosofía de las ciencias de la vida/ journal of philosophy of life sciences de la vie. Vol. 2, n.º 3, 1994, págs. 173-194. ISSN 1133-5165.
- El orden aristotélico. Ariel, 1984. ISBN 84-344-87225.
- Ordre et substance: L’enjeu de la quête aristotélicienne.  Anthropos, París, 1977. ISBN 2-7157-0275-2.